# Ulrika Kärnborg
Ulrika Maria Susanne Kärnborg, född 4 oktober 1969 i Södertälje, är en svensk författare, dramatiker och kulturjournalist.

## Biografi
Ulrika Kärnborg växte upp i Södertälje. Efter studier vid Lunds universitet och Roskilde universitet i litteraturvetenskap, cultural studies och journalistik, började hon sin bana som kritiker i Sydsvenskan.
Från 1995 var hon anställd som ledarskribent på Expressen. Därefter började hon på Dagens Nyheter, där hon varit verksam som redaktör, kritiker och krönikör. Från 2014 medverkar Kärnborg regelbundet i Expressen.
Ulrika Kärnborg debuterade 2001 med en biografi om Fredrika Bremer. Den skönlitterära debuten skedde med den historiska romanen Myrrha (2008), ett viktorianskt relationsdrama, som delvis baseras på dokumentära källor. Hon har sedan dess skrivit en rad uppmärksammade romaner och fackböcker som ofta behandlat historiska kvinnoöden. Hon har också utgivit en essäsamling om pilgrimsvandringar.
Kärnborg debuterade som dramatiker 2012 med Natascha Kampusch på Kulturhuset Stadsteatern i Stockholm. För Sveriges Radio P1 Drama har hon skrivit dramaserien Maria Vìlas död som nominerades till Prix Italia.
2022 utkom Ulrika Kärnborg med sin första barn- och ungdomsroman, Nattflygare, första delen i en serie om tre böcker som skildrar flickors liv under historiska brytningstider.
Ulrika Kärnborg engagerades 2012 som huvudförfattare till Miljöpartiets nya partiprogram.
På Fredrika Bremer-förbundets årsmöte i maj 2018 valdes Ulrika Kärnborg till ny ordförande i förbundet.